# Оносма
Оно́сма (лат. Onosma) — род растений семейства Бурачниковые (Boraginaceae).

## Ботаническое описание

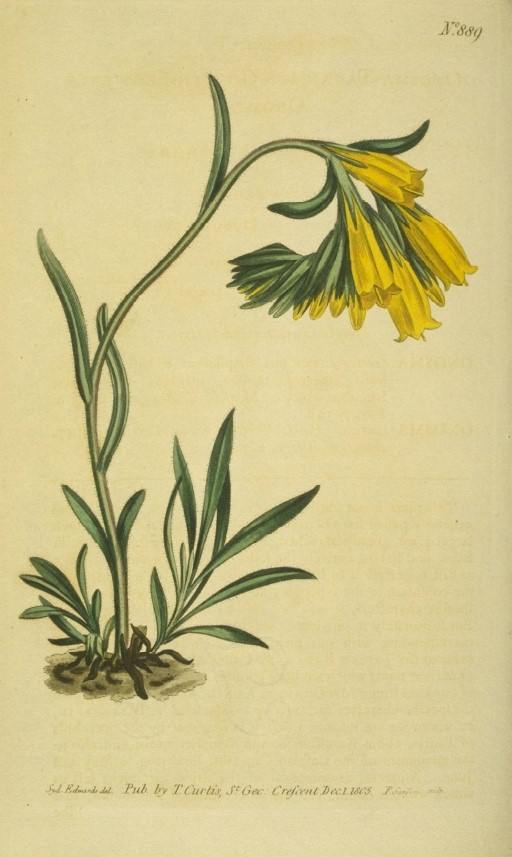
Оносма крымская (Onosma taurica). Ботаническая иллюстрация из журнала «Curtis’s Botanical Magazine», vol. 23, 1805

Двулетние и многолетние травянистые растения, полукустарники и полукустарнички. Растения опушены жесткими щетинистыми волосками, с цельными сидячими ланцетными или линейно-ланцетными листьями.
Цветки актиноморфные, в цимозных соцветиях — собраны в многоцветковые облиственные завитки. Венчики желтые, беловатые, синие, розовые или разноцветные, трубчато-булавовидные.
Плоды — трёхгранно-яйцевидные орешки, 3—6 мм длиной.

## Распространение
Встречаются в Средиземноморье, на Кавказе, в Средней и Юго-Восточной Европе, Южном Урале, Передней и Средней Азии, юге Сибири.

## Таксономия
Род Оносма включает около 145 видов, некоторые из них:
- Onosma arenaria Waldst. & Kit. — Оносма песчаная
- Onosma armeniaca Klokov — Оносма армянская
- Onosma atrocyanea Franch. — Оносма чёрно-синяя
- Onosma azurea Schipcz. — Оносма сине-голубая
- Onosma baldshuanica Lipsky — Оносма бальджуанская
- Onosma barsczewskii Lipsky — Оносма Барщевского
- Onosma borysthenica Klokov — Оносма днепровская
- Onosma brevipilosa Schischk. — Оносма коротковолосистая
- Onosma calycina Steven ex Fisch., C.A.Mey. & Avé-Lall. — Оносма чашечная
- Onosma caucasica Levin — Оносма кавказская
- Onosma dichroantha Boiss. — Оносма двуцветная
- Onosma echioides L. — Оносма синяковиднаяtypus
- Onosma ferganensis Popov — Оносма ферганская
- Onosma gmelinii Ledeb. — Оносма Гмелина
- Onosma gracilis Trautv. — Оносма изящная
- Onosma graniticola Klokov — Оносма гранитная
- Onosma guberlinensis Dobrocz. & V.M.Vinogr. — Оносма губерлинская
- Onosma iricolor Klokov — Оносма радугоцветная
- Onosma irritans Popov — Оносма раздражающая
- Onosma leucocarpa Popov — Оносма белоплодная
- Onosma lipskyi Klokov — Оносма Липского
- Onosma liwanowii Popov — Оносма Ливанова
- Onosma longiloba Bunge — Оносма длиннозубчатая
- Onosma macrochaeta Klokov & Dobrocz. — Оносма крупнощетинистая
- Onosma macrorhiza Popov — Оносма крупнокорневая
- Onosma maracandica Zakirov — Оносма самаркандская
- Onosma microcarpa Steven ex DC. — Оносма мелкоплодная
- Onosma polychroma Klokov — Оносма многоцветная, или Оносма разноцветная
- Onosma polyphylla Ledeb. — Оносма многолистная
- Onosma pseudotinctoria Klokov — Оносма ложнокрасильная
- Onosma rigida Ledeb. — Оносма жёсткая, или Оносма твёрдая
- Onosma rupestris M.Bieb. — Оносма скальная
- Onosma samarica Klokov — Оносма самарская
- Onosma sericea Willd. — Оносма шелковистая
- Onosma setosa Ledeb. — Оносма щетинистая
- Onosma simplicissima L. — Оносма простейшая
- Onosma staminea Ledeb. — Оносма тычиночная
- Onosma subtinctoria Klokov — Оносма полукрасильная
- Onosma tanaitica Klokov — Оносма донская
- Onosma taurica Pall. ex Willd. — Оносма крымская
- Onosma tinctoria M.Bieb. — Оносма красильная
- Onosma trachycarpa Levin — Оносма бугорчатоплодная
- Onosma transrhymnensis Klokov ex Popov — Оносма зауральская
- Onosma visianii Clem. — Оносма Визиани
- Onosma volgensis Dobrocz. — Оносма волжская
- Onosma zerizamina Lipsky ex O.Fedtsch. & B.Fedtsch. — Оносма зеризаминская

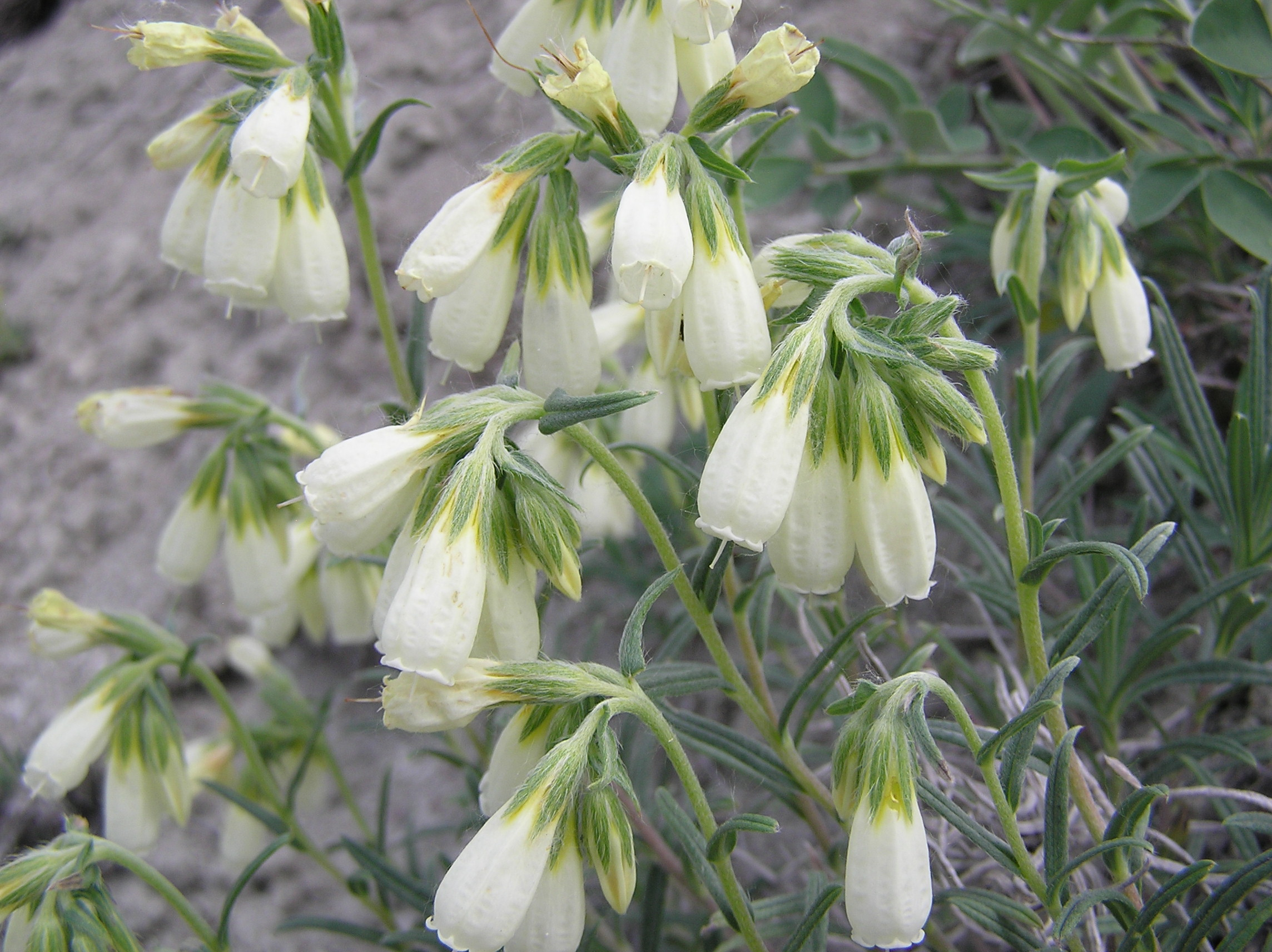
Оносма простейшая (Onosma simplicissima)
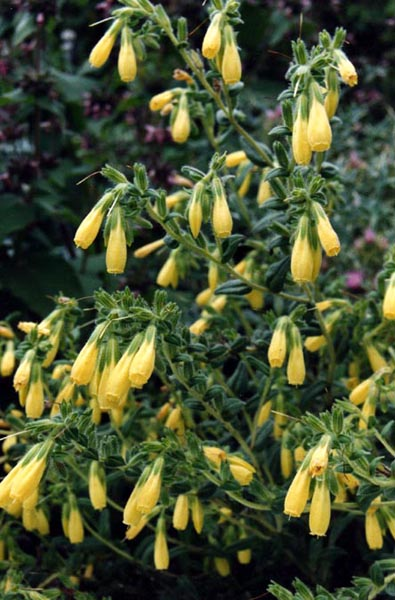
Оносма крымская (Onosma taurica)
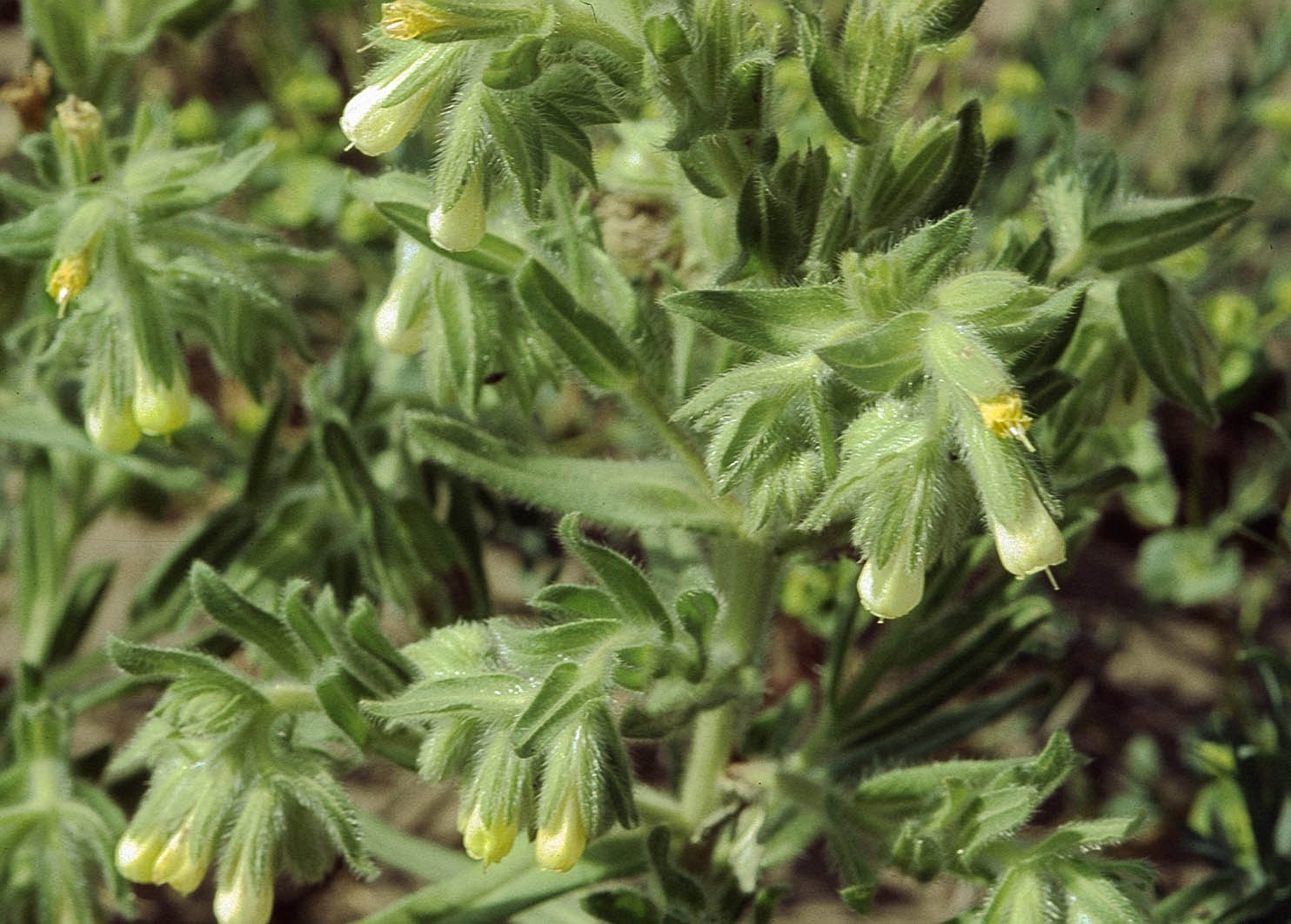
Оносма днепровская (Onosma borysthenica)
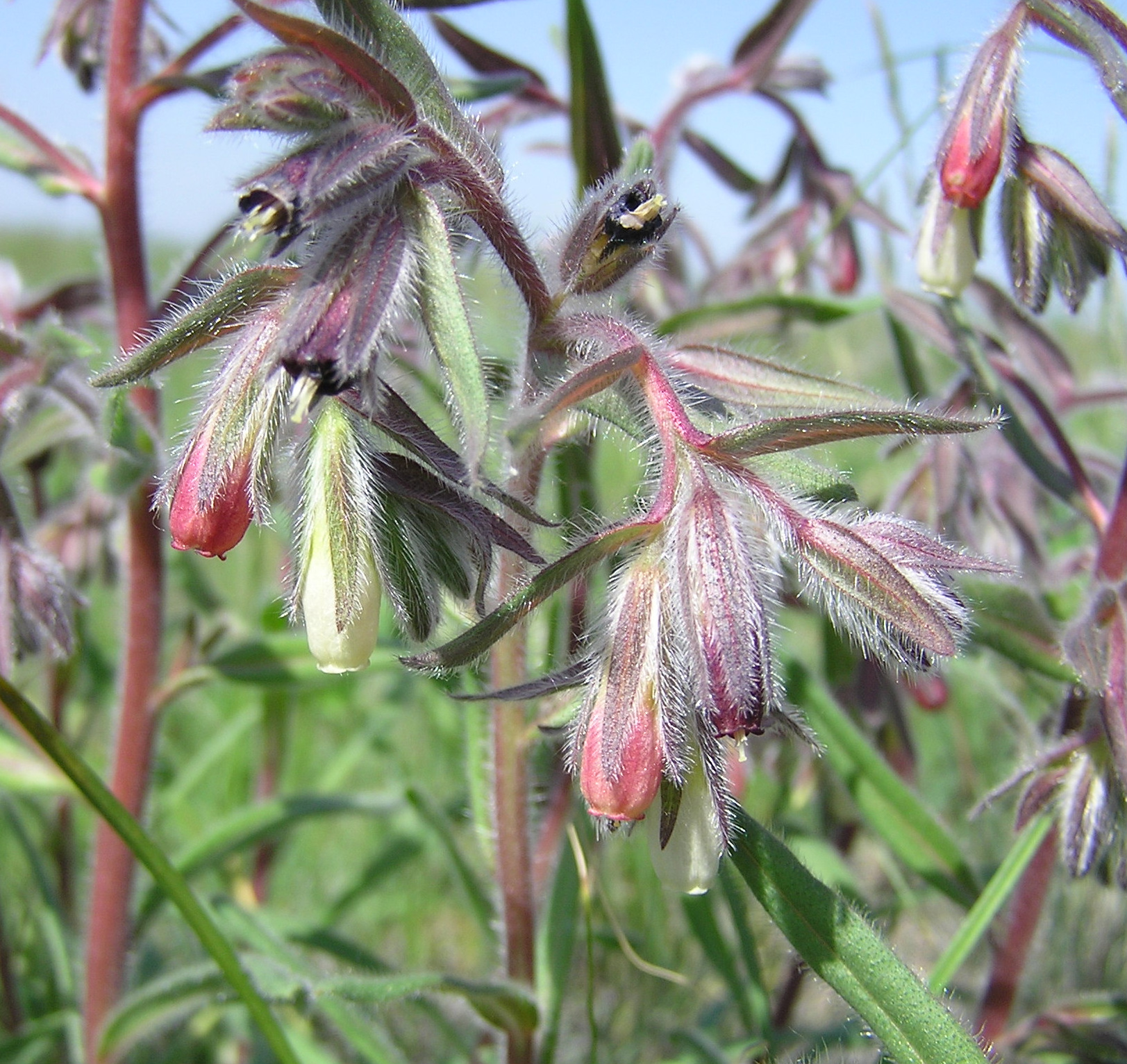
Оносма многоцветная (Onosma polychroma)
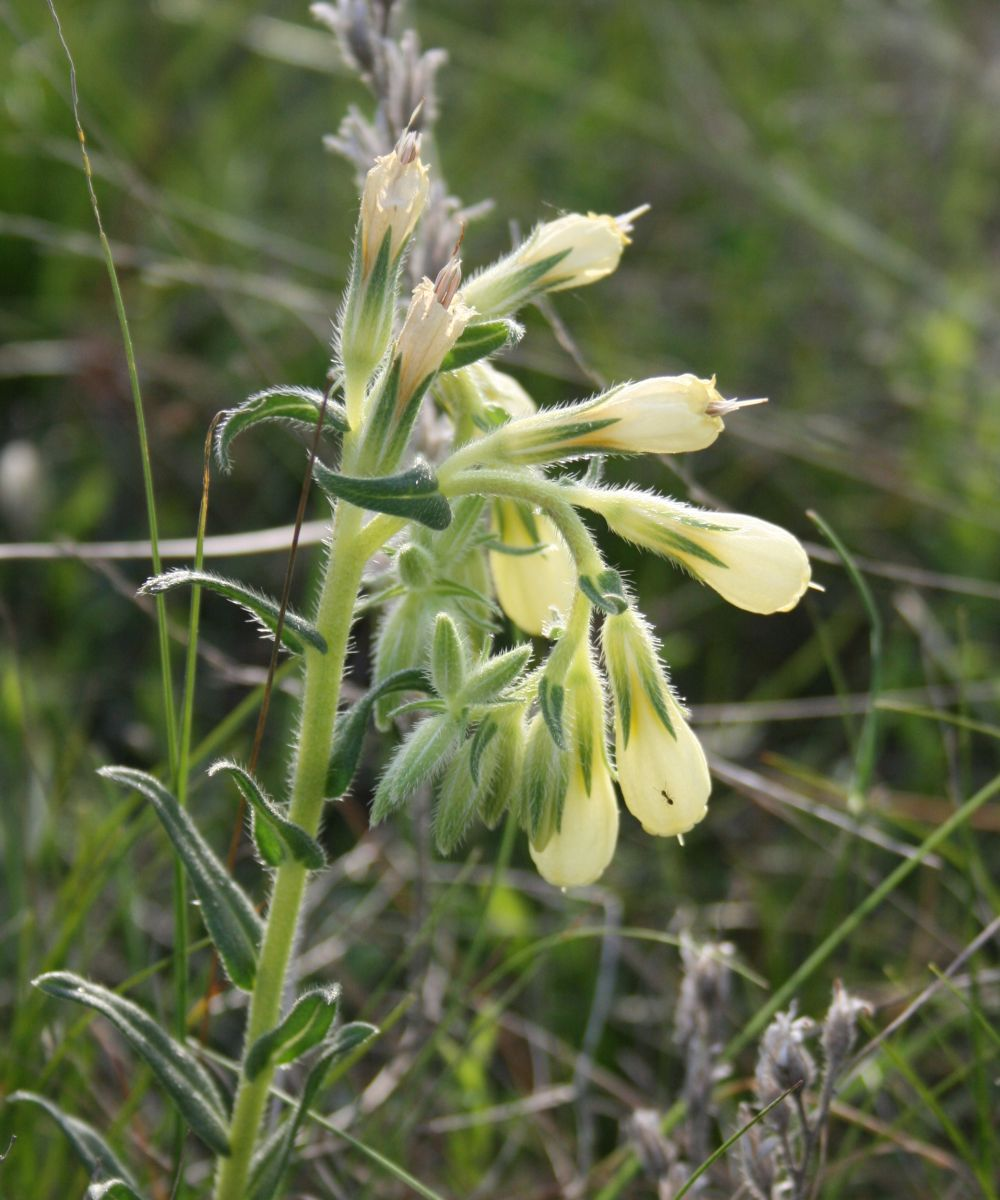
Оносма синяковидная (Onosma echioides)